# Cary (Illinois)
Cary – wieś w Stanach Zjednoczonych, w stanie Illinois, w hrabstwie McHenry.